# Ackusativism

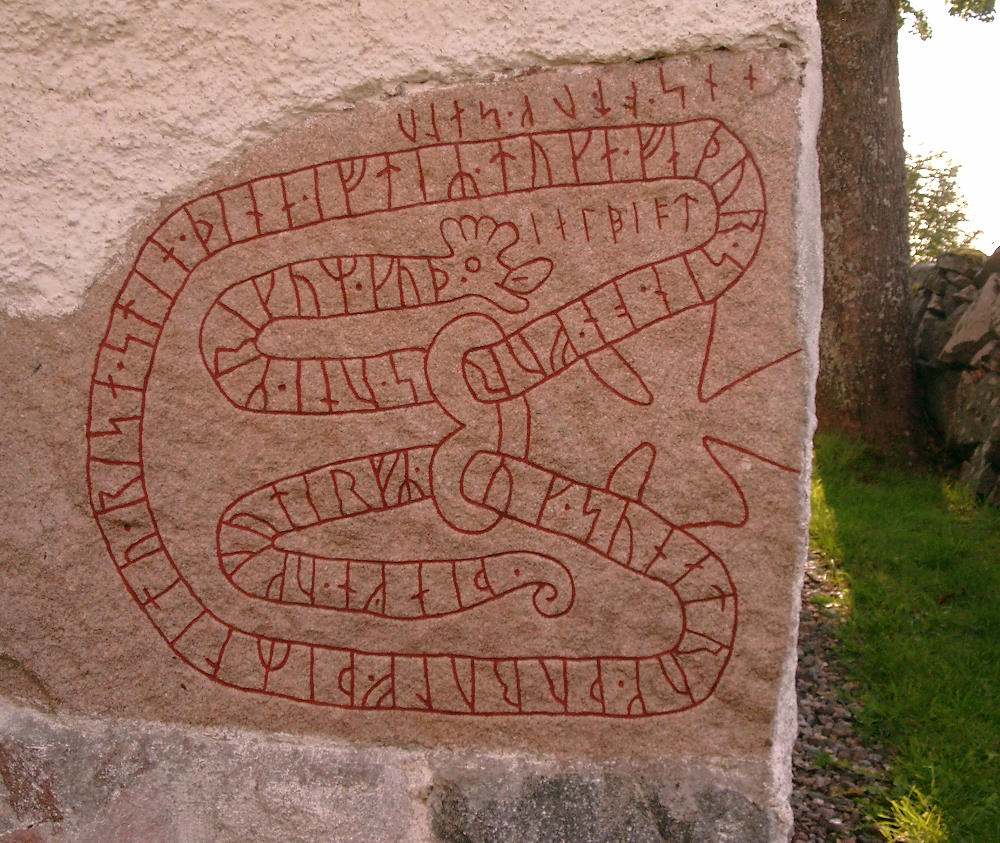
Ett tidigt exempel på ackusativism? I stället för nominativformen þurulfR (Torulver) står ackusativen þurulf (Torulv) i subjektställning på runstenen U201 Angarns kyrka, vilket kan vara en skrivning efter uttalet. Se ᚦᚢᚱᚢᛚᚠ uppochnedvänt i nedre bildkant.

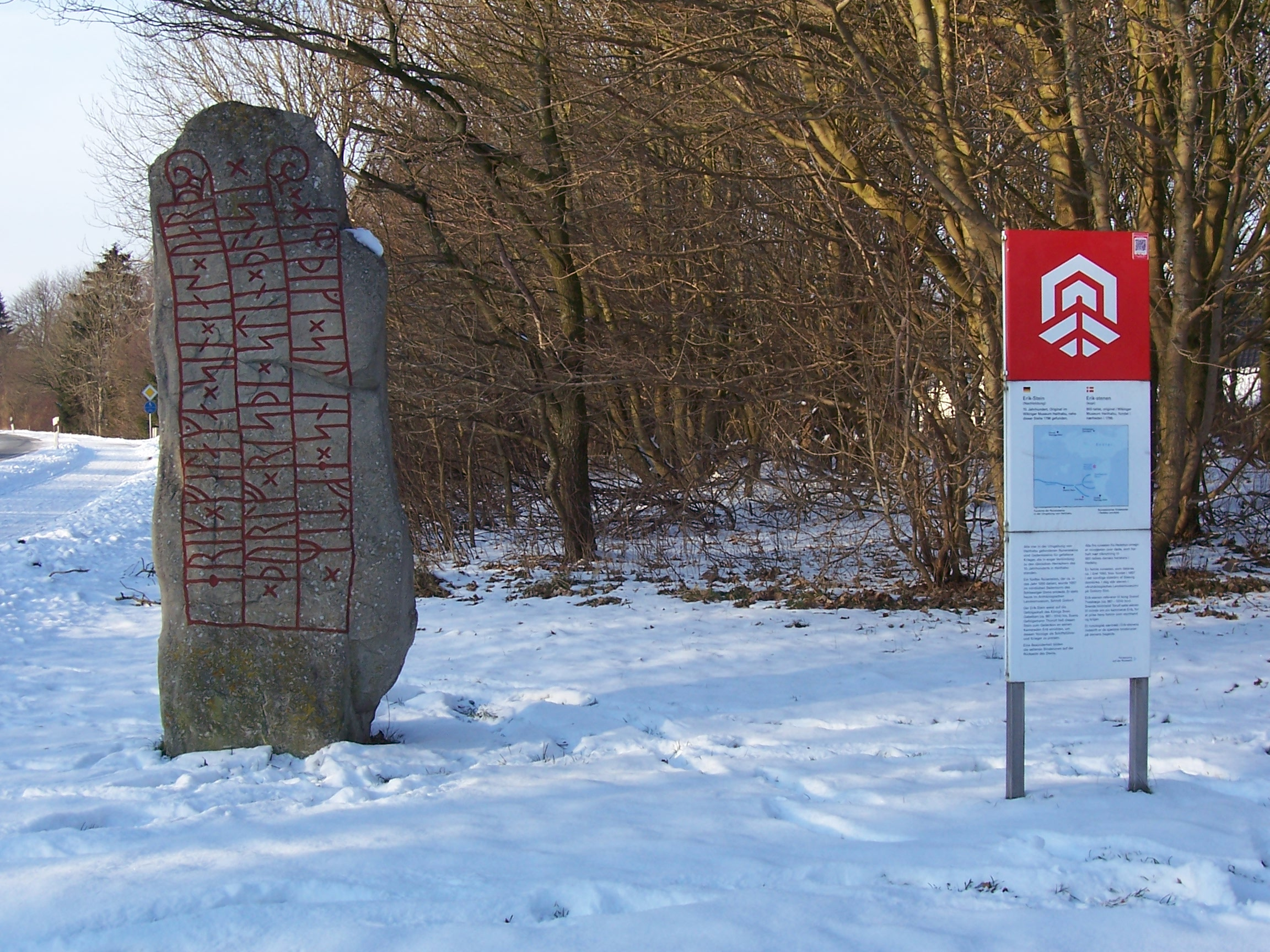
Samma skrivning återfinns i det andra av endast tre östnordiska belägg på namnet ”Torulv”. Se ᚦᚢᚱᛚᚠ nederst i mittersta vertikala raden på Hedebystenen DR1.

Ackusativism innebär att substantivs ursprungliga ackusativform blir grundform (eller enda form) när ett kasussystem bryter samman i ett talat språk. Om nominativformen överlever och blir grundform kallas detta nominativism.
Ackusativism (och nominativism) är alltså egenskaper hos substantiv i en kasuslös eller kasusfattig språklig varietet som utvecklats ur ett kasusrikt äldre språkstadium; begreppen hör hemma i diakroniska språkanalyser.

## Begreppens utveckling och användning
Termerna ackusativism och nominativism används främst i nederländsk språkvetenskap på grund av den stora skillnad mellan nederländska språkliga varieteter som kasusbortfallet orsakat: Antalet  grammatiska genus beror på vilken kasusform som bevarats. I romanska och nordiska språk har dessa språkförändringsprocesser också varit viktiga – till exempel har ackusativism stark bidragit till det romanska neutrums uppgående i maskulinum – men själva terminologin används främst i nederländsk‐ och engelskspråkig litteratur.
Facktermerna accusativism och nominativism har använts i engelskspråkig text publicerad i Sverige, men har inte (2017) använts i svenskspråkiga texter. Artikelns titel (ackusativism stavat med ‑ck‑) är därför en försvenskning som gjorts för att presentera ämnet på svenska.

### Ackusativism i pronomina
Det förekommer också att pronomina får en grundform, eller enda form, som ursprungligen inte är en gammal nominativ. Exempel på ackusativism i pronomina finns i nederländska språkliga varieteter, och liknande fall är standardengelska you och den talade standardsvenskans dom (vilka först var dativformer). Förändringar av pronomina är ett marginellt fenomen jämfört med ackusativism i substantiv. I substantiv kan ackusativism orsaka genusbyte och genussammanfall, men det har ringa betydelse för ett språks struktur vilken av de oftast oregelbundna pronomenformerna som blir grundform. Därför behandlas pronomina inte i denna artikel.

## Exempel på ackusativism och nominativism

### Exempel på ackusativism
Det fornsvenska substantivet ”fisker” (fisk) hade fyra kasusformer varav ackusativformen ”fisk” överlevt som grundform i standardnusvenskan (grönt fält i tabellen nedan). Den nutida formen “fisk” kallas “grundform” eftersom det skulle vara missvisande att använda en kasusbeteckning; grundformen ersätter de fornsvenska kasusen nominativ, ackusativ och dativ.
| Fornsvenska | Fornsvenska  | Standardnusvenska | Standardnusvenska |
| Kasus       | Böjningsform | ”Kasus”           | Böjningsform      |
| ----------- | ------------ | ----------------- | ----------------- |
| Nominativ   | fisker       |                   |                   |
| Ackusativ   | fisk         | Grundform         | fisk              |
| Dativ       | fiske        |                   |                   |
| Genitiv     | fisks        | S-genitiv         | fisks             |

(Anmärkning till tabellen: Många grammatiker menar att svenskt standardspråk saknar kasus och att s‑genitiven inte är ett kasus. Som skäl anförs för det första att kongruens saknas (standardsvenska har till skillnad från fornsvenska inte fraser som *ens gammals mans häst); för det andra frånvaron av rektion, alltså att ord i s‑genitivform inte styrs av verb eller preposition utom i relikter som ”till bords”; för det tredje att s‑genitivändelsen saknar allomorfer och är opåverkad av värdordet; för det fjärde att s‑genitiven är en frasklitika som kan fogas till hela nominalfrasen, inte till det substantiviska huvudordet (som i ”mannen på gatans åsikter”} och kan fogas till icke‐nominala ord i talspråkliga vändningar som ”grabben ovanpås”.)

### Exempel på nominativism
I andra fall har nominativen segrat, till exempel i det franska namnet ”Georges” av latinets ”Georgius”:
| Latin     | Latin        | Franska   |
| Kasus     | Böjningsform | Enda form |
| --------- | ------------ | --------- |
| Nominativ | Georgius     | Georges   |
| Genitiv   | Georgii      |           |
| Dativ     | Georgio      |           |
| Ackusativ | Georgium     |           |
| Ablativ   | Georgio      |           |
| Vokativ   | Georgi       |           |

## Ofullständigt och fullständigt sammanbrott av kasussystem
Några språkliga varieteter som rumänska och standardsvenska har ett reducerat kasussystem, snarare än ett helt försvunnet. Dessa språk har en grundform som är en gammal ackusativ eller nominativ. I den mycket reducerade svenska substantivböjningen finns en grundform (till exempel fisk) och en s‑genitivform (fisks).
Andra språk (som franska) saknar varje spår av kasus i substantiv. I den grammatiska beskrivningen av språk som har en enda substantivform behövs ingen beteckning som “grundform”.

## Lämningar av kasusböjning i substantiv eller dess bestämningar
Vilken kasusform av substantivet som överlevt som grundform (eller enda form) kan framgå antingen av substantivets form, eller av dess bestämningars form, eller båda. 

### Före detta kasusform bevarad i substantiviskt huvudord
Om substantivs nominativ‐ och ackusativformer var olika på det äldre språkstadiet kan man se av själva substantivets form vilken kasusform som överlevt. Till exempel kommer det italienska ordet för ”natt” – notte – inte från nominativformen ”nox” som fanns i italienskans moderspråk latin utan från den latinska ackusativformen ”noctem”.

### Före detta kasusmorfologi bevarad i bestämningsord
I till exempel nederländska dialekter däremot har substantivet självt sedan forn‐ eller medelnederländsk tid haft samma form i nominativ och ackusativ, men man kan se på artiklar och andra bestämningar till substantivet huruvida den nuvarande grundformen utvecklats ur nominativen eller ackusativen. Till exempel, ”dvärgen” heter på vissa nynederländska dialekter ”den dwerg” (en före detta ackusativform) och på andra dialekter ”de dwerg” (före detta nominativ). Bestämda artikeln (”den” eller ”de”) visar vilken kasusform som överlevt och blivit enda form i en viss nynederländsk dialekt.

## Fördelning av ackusativism och nominativism i olika språk
Språk eller dialekter kan ha en stark tendens mot antingen ackusativism eller nominativism. Nederländska dialekter kan indelas i en nordlig nominativistisk grupp och en sydlig ackusativistisk. I det ursprungliga (nu ej levande) nederländska kasussystemet finns ingen skillnad mellan nederländska maskulina och feminina substantiv i nominativ: bestämningar som bestämda artikeln (de) är identiska i nominativ. Men det finns skillnader mellan maskulinum och femininum i ackusativ. Därför får nederländska språkliga varieteter med ackusativism ett tregenussystem likt nynorska, medan nominativistiska varieteter (inklusive standardnederländska) har ett tvågenussystem liknande standardsvenskans utrum–neutrum-system.
I de mestadels kasuslösa romanska språken har i allmänhet det latinska moderspråkets ackusativ segrat; se italienska ”notte” ovan. I substantiv som betecknar personer har dock stundom nominativen bevarats i romanska språkliga varieteter; se franska ”Georges” ovan. Detta har förklarats med att substantiv som betecknar personer är vanliga i satsens subjektsled, medan substantiv som betecknar ting ofta återfinns i satsdelen direkt objekt. Noga taget var det i romanska språk en oblik kasusform som ofta segrade, det vill säga en senlatinsk form som uppstått genom sammanslagning av alla kasus utom nominativ (det vill säga genitiv, dativ, ackusativ, ablativ och vokativ).
I vissa fall kan fonologiska faktorer ha spelat in. I vissa nederländska dialekter tros ackusativformen av den maskulina bestämda artikeln (den) ofta ha bevarats före klusil (den dwerg) och före vokal (den oven – ”ugnen”) även om samma dialekt annars bevarar nominativformen.

## Ackusativism och nominativism i standardsvenska

### Starka substantiv
Ackusativism och nominativism är endast synlig i standardnusvenskt utrumgenus, som är en sammanslagning av de fornsvenska maskulina och feminina genera; neutrala substantiv hade i fornspråket identiska former i nominativ och ackusativ – ett arv från urindoeuropeiskan.
I standardsvenskans moderspråk fornsvenska hade
- maskulina starka substantiv olika singularis‐ och pluralisformer i nominativ och ackusativ,[7] och
- feminina starka substantiv samma former av huvudordet i singularis och pluralis men kasusåtskillnad i singulara bestämningar.[7]

Frågan om ackusativism och nominativism hos starka standardsvenska substantiv rör alltså vad gäller huvudordet endast de ursprungligen maskulina substantiven.
I standardsvenska starka substantiv har ackusativen bevarats. Undantagen är få, till exempel en grupp expressiva förklenande ord inbegripande ”slarver” och ”toker”, varest nominativiska alternativformer på ‐er fortlever, och egennamnet Jerker, som har bevarat nominativändelsen ‐er. I ytterst få fall har både ackusativformen och nominativformen bevarats, som i ”dager” (nominativ) och ”dag” (ackusativ), varvid en betydelseskillnad uppstått mellan de två formerna (”dager” = ljus; ”dag” = tidsperiod).
I pluralis har nominativformerna på ‐r (‐or, -ar, ‐er) bevarats.

### Svaga substantiv

#### Maskulina svaga substantiv
Maskulina standardsvenska svaga substantiv har utvecklats på ett av tre sätt. I ett fåtal fall finns både ackusativ‐ och nominativformen kvar utan betydelseskillnad, till exempel i timme/timma och i vissa (men inte alla) betydelser av ände/ända, till exempel ”ingen ände/ända på förskräckelsen”.
I det andra fallet har en tydlig betydelseskillnad uppstått mellan de forna ackusativ- och nominativformerna: mossa – mosse, grädda – grädde, anda – ande.
I det tredje och vanligaste fallet har en form fullkomligt segrat, vanligen nominativformen på ‐e (”bonde”, ”stubbe”), mera sällan ackusativformen på ‐a: ”(elds)låga”.
Märk dock att när en form utträngt den andra, kan den förlorande formen stundom vara levande för nutida svenskar i klassisk nysvensk litteratur, såsom i:
Det är stoltare våga sitt tärningskast,

än tyna med slocknande låge.

Det är skönare lyss till en sträng, som brast,

än att aldrig spänna en båge.

Verner von Heidenstam
Lät den dumma i oket tråka,

Och den sluga sin hjerna bråka;

Vin och Flickor och Fredmans Stråka,

Natten ljuflig gjör.

Carl Michael Bellman
Med blid och liflig värma

Till allt, som varit dödt,

Sig solens strålar närma;

Och allt blir återfödt.

Johan Olof Wallin

#### Feminina svaga substantiv
I feminina standardsvenska svaga substantiv har i allmänhet nominativen på ‐a bevarats, som i ”kvinna”. Vissa substantiv (”närvara”, ”frånvara”) stod dock så ofta som rektion efter preposition som styrde oblikt kasus (”i min närvaro”) att endast den oblika kasusformen på ‐o överlevt.

### Standardsvenska substantivs bestämningar
På grund av genussammanslagningen i ett utrumgenus är ursprungligt kasus mindre tydligt hos adjektiv. Adjektiv som bestämmer utrala ord har i obestämd form singularis en form som formellt är identisk med den gamla ändelselösa feminina nominativformen (”en stor man”, ”en stor kvinna”). Adjektiv i bestämd form singularis och genomgående i pluralis har en form på ‐a (den långa dagen, långa dagar, de långa dagarna) som formellt är identisk med fornsvensk svag maskulin oblik deklination i singularis, svag feminin nominativdeklination i singularis, och stark maskulin ackusativdeklination i pluralis. Den maskulina svaga nominativen på ‐e i singularis fortlever i skriftspråk och i många svensktalandes talspråk (”den långe mannen”), men endast som bestämning till substantiv av verkligt manligt kön (så kallad sexusböjning), ej på grund av grammatiskt genus.
Demonstrativa pronomina och bestämda artiklar har bevarat en maskulin ackusativform (”den”, fornsvenska ”þæn”) för alla utrala substantiv i singularis (”den mannen”, ”den kvinnan”), och i pluralis den maskulina nominativformen ”de” (med bortfall av ‐r från fornsvenskans ”þer”): ”de männen”, ”de kvinnorna”.

## Ackusativism och nominativism i svenska folkmål

### Feminina ackusativformer i sydsvenska mål
Bland svenska folkmål återfinns en av de största skillnaderna mot standardspråket i de nordliga sydsvenska målen i sydvästra Värend, västra Blekinge och nordöstra Skåne.  Här har feminina substantiv fått en grundform, som genomgående bevarat fornsvenska ackusativformer hos huvudord och bestämningar i obestämd och bestämd form, till exempel
oina lella skate (en liten skata, skulle med bevarad fornsvensk morfologi blivit ”ena lilla skato”)
då förste stuena (den första stugan, skulle med bevarad fornsvensk morfologi blivit ”då försto stugona”)
Om fonologin normaliseras (svagtonigt ‐o har sammanfallit med ‐e i sydsvenska mål) ser man att i dessa fraser har de fornsvenska feminina ackusativformerna bevarats i räkneordet ”ena” (nysvensk obestämd artikel), i svag och stark adjektivdeklination (”lilla” ”försto”), i bestämd artikel och slutartikel (”då”, ”‐na”) samt i substantiven själva (skato, stugo).

### Svaga maskulina substantiv
Bland svaga maskulina substantiv segrade ackusativen i uppsvenska mål (sveamål), och nominativen i mellansvenska mål och götamål. I det standardsvenska konstspråket infördes än den ena, än den andra formen, undantagsvis båda, som framgår av tabellen.
| Uppsvenska mål | Götamål |
| -------------- | ------- |
| backa          | backe   |
| timma          | timme   |
| skada          | skade   |
| släda          | släde   |
| kärna          | kärne   |
| brasa          | brase   |
| trasa          | trase   |